# Rocchetta a Volturno
Rocchetta a Volturno község (comune) Olaszország Molise régiójában, Isernia megyében.

## Fekvése
A megye keleti részén fekszik. Határai: Castel San Vincenzo, Cerro al Volturno, Colli a Volturno, Filignano, San Biagio Saracinisco, Scapoli és Vallerotonda.

## Története
A hagyományok szerint a település ősét Bactàriának nevezték, s a szaracénok pusztították el a 9. században. Virágkorát a San Vincenzo al Volturno bencés apátság működése idején élte. A 12. századtól különböző nemesi családok birtokolták. A 19. század elején nyerte el önállóságát, amikor a Nápolyi Királyságban felszámolták a feudalizmust.

## Népessége
A népesség számának alakulása:

## Főbb látnivalói
- Castello Battiloro
- Santa Maria delle Grotte-templom
- Santa Maria Assunta-templom